# Santuario di Santa Lucia (Villanova Mondovì)
Il santuario di Santa Lucia è un luogo di culto cattolico di Villanova Mondovì, in provincia di Cuneo e diocesi di Mondovì.
Situato nella parete del monte Calvario ad un centinaio di metri al di sopra del livello della strada. La foto in notturna è del fotografo Guido Peirone

## Tra storia e leggenda
Purtroppo a causa di un incendio appiccato dai soldati francesi nel Settecento agli archivi del comune, non è rimasta alcuna traccia di documentazione ufficiale della costruzione del santuario.
La leggenda ci narra di una giovanissima pastorella sordomuta che in un periodo di gravi alluvioni del vicino torrente Ellero, aveva portato a pascolare il suo gregge nei pressi di un pilone dedicato a Santa Lucia e situato alla confluenza del torrente Lurisia nel fiume Ellero, quando d'improvviso le apparve una donna con sembianze soprannaturali, che le chiese di far spostare il pilone in un luogo più sicuro e riparato dalle continue esondazioni del torrente, indicandole una grotta un centinaio di metri più in alto mostrando una cavità naturale che si apriva sulla parete della montagna, e facendo dono dell'udito e della parola alla pastorella affinché potesse diffondere il suo messaggio.
La notizia dell'avvenuto miracolo attirò verso la grotta numerosissimi fedeli e si mormorava anche di ulteriori guarigioni miracolose di malattie agli occhi, cosicché l'amministrazione della vicina parrocchia provvide ad ampliare la struttura aggiungendo delle opere in muratura per facilitare l'accesso ed il soggiorno di un sacerdote ed al crescente numero di pellegrini, impresa molto difficile per la difficoltà di accesso alla grotta a strapiombo sulla valle.
Nel corso degli anni, il pilone venne trasportato dalla cavità originaria in quella che è la sua attuale collocazione in una grotta di maggiori dimensioni a pochi metri di distanza da quella originaria, ora non più accessibile in quanto venne trasformata in cisterna per la raccolta dell'acqua.
Ad oggi dell'originario pilone non vi è rimasta alcuna traccia, si sa solamente che con molte probabilità era collocato nella cappelletta scavata nella roccia che si apre sulla destra dell'altare attuale dedicato alla Santa.

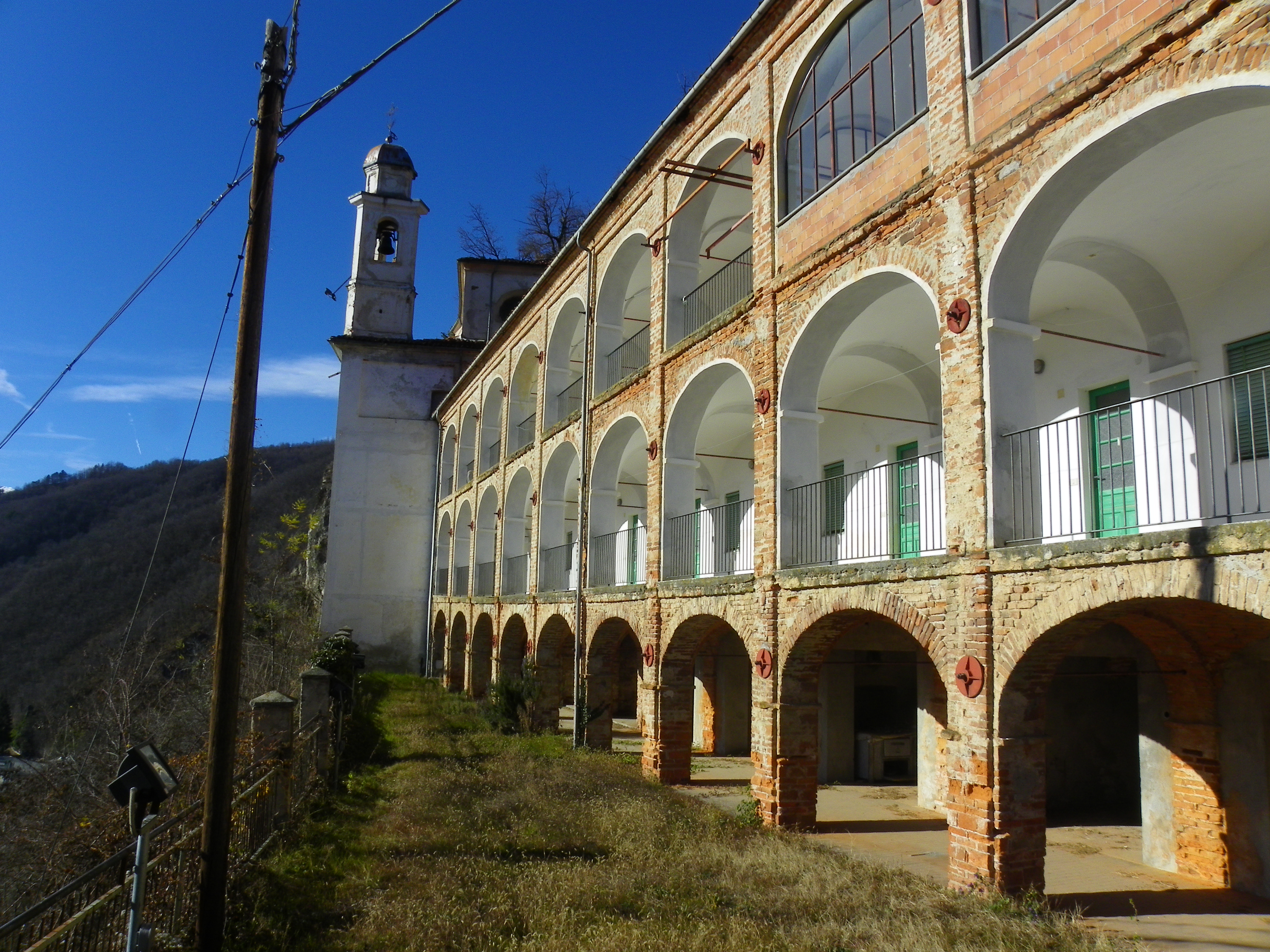
Il santuario dal lato di accesso

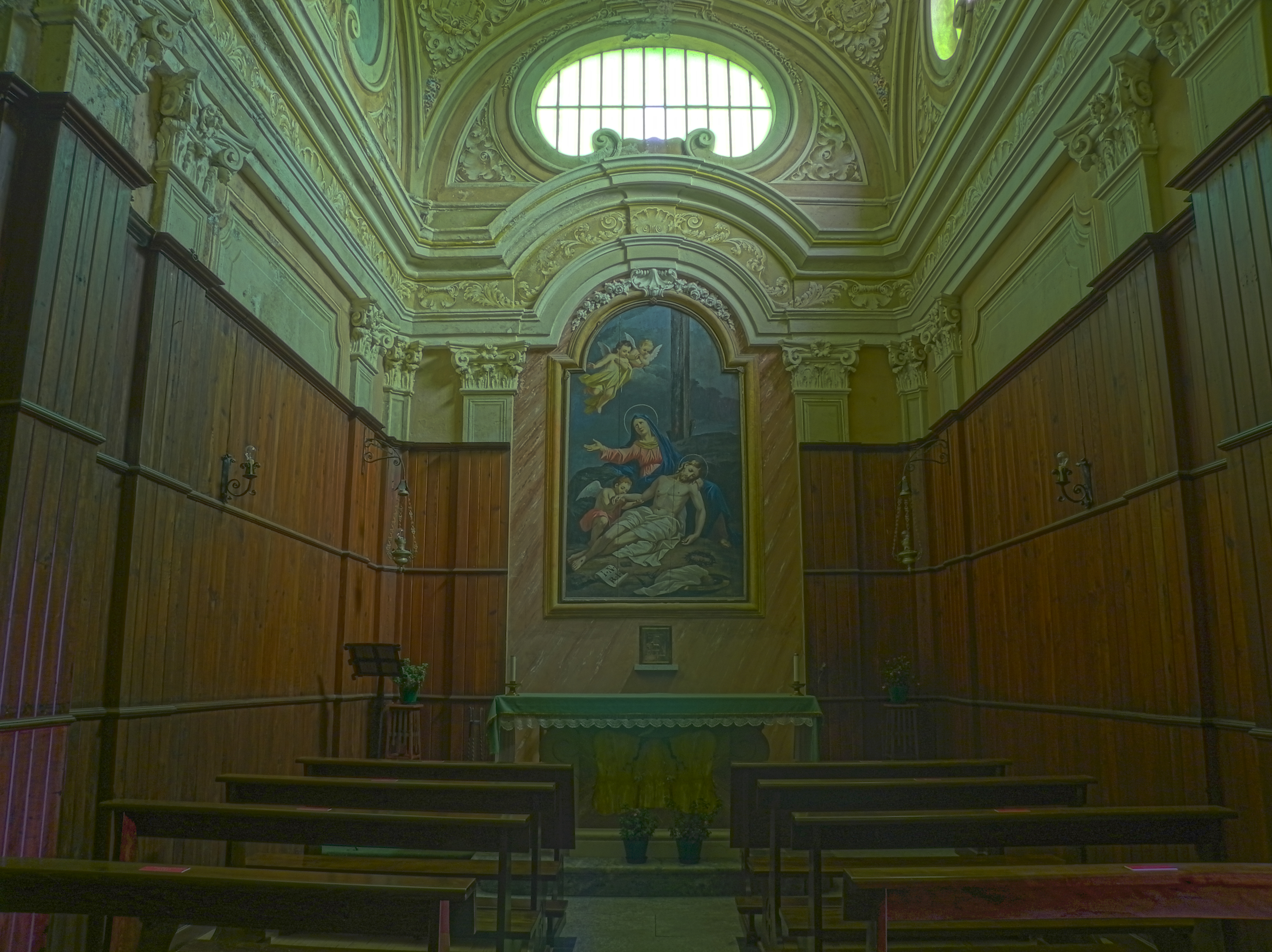
La barocca cappella della Madonna Addolorata

Sulla parete sinistra all'interno della grotta è conservato un bassorilievo datato 1588, testimonianza più antica del santuario, in cui è visibile il disegno della struttura dell'epoca e la statua originaria con sembianze pagane probabilmente in legno, posto in occasione di un voto fatto alla Santa. Pochi anni dopo il Vescovo diede ordine di sostituire la statua di sembianze pagane con una nuova statua in marmo con sembianze classiche che tuttora orna la grotta del santuario.
Nel corso degli anni, alla struttura originaria, grazie anche ai lasciti ed alle offerte dei pellegrini, si aggiunse il monastero, sviluppato su tre piani nel quale dimoravano una dozzina di frati e nel quale sono ancora visibili le antiche cucine, il refettorio, alcune sale del seicento, che dall'esterno si presenta con le sue arcate caratteristiche. A partire dal 2017 il santuario, assieme alla zona circostante il Monte Calvario e alla già citata Grotta dei Dossi, è incluso in un'area oggetto di Dichiarazione di notevole interesse pubblico della Regione Piemonte. 

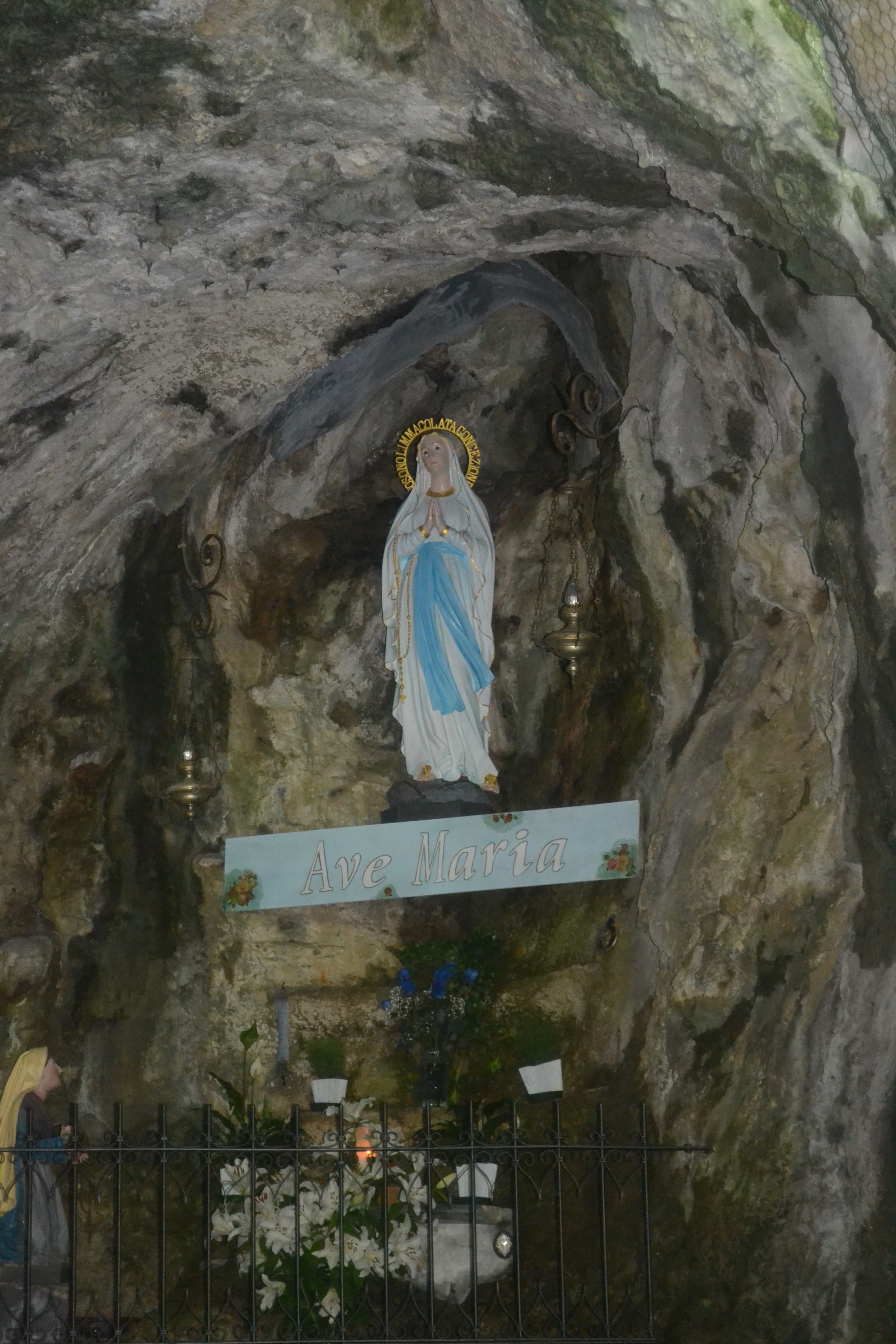
La statua della Madonna di Lourdes restaurata.

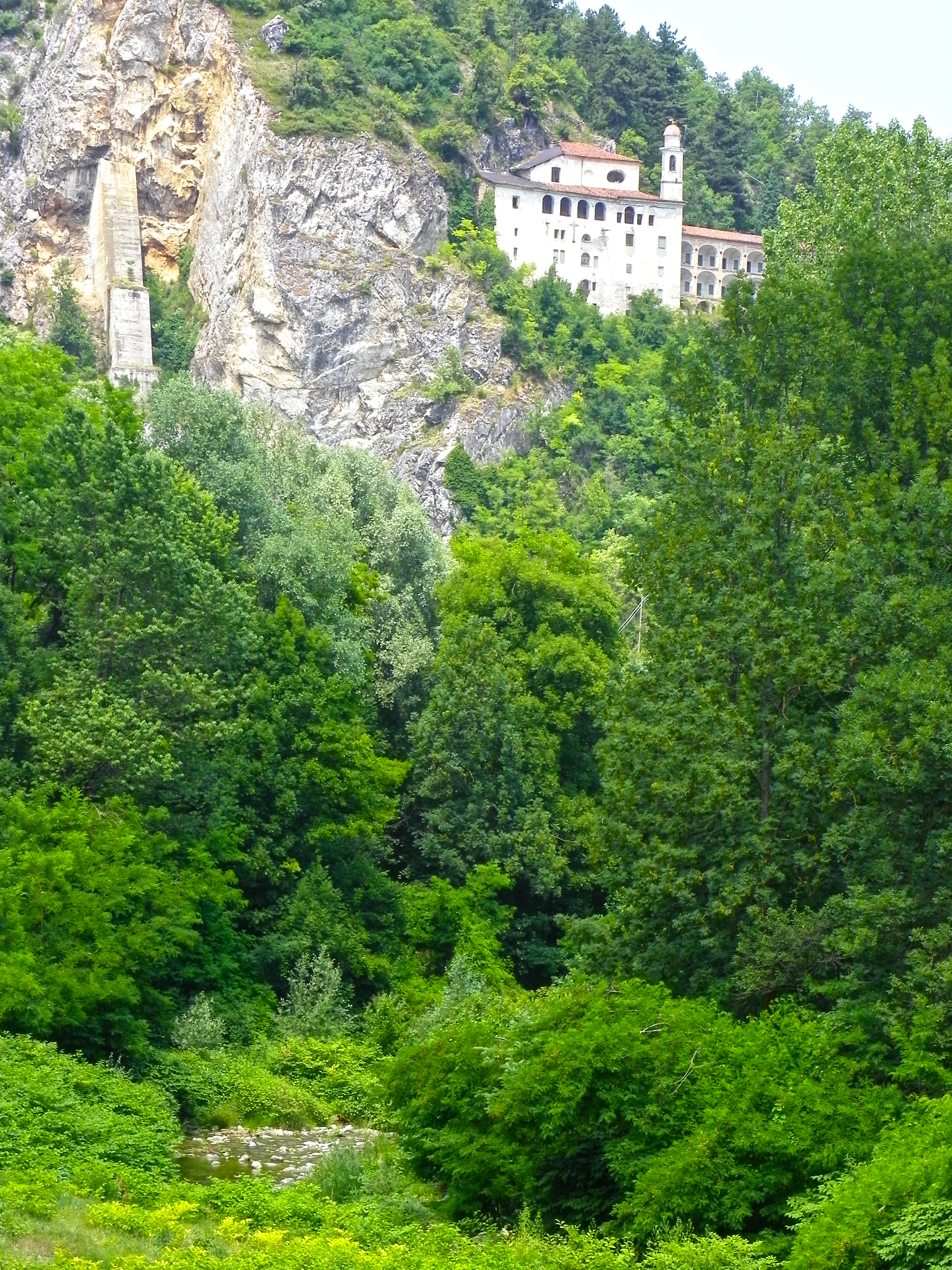
Il santuario visto dal torrente Lurisia

## Durante la Resistenza

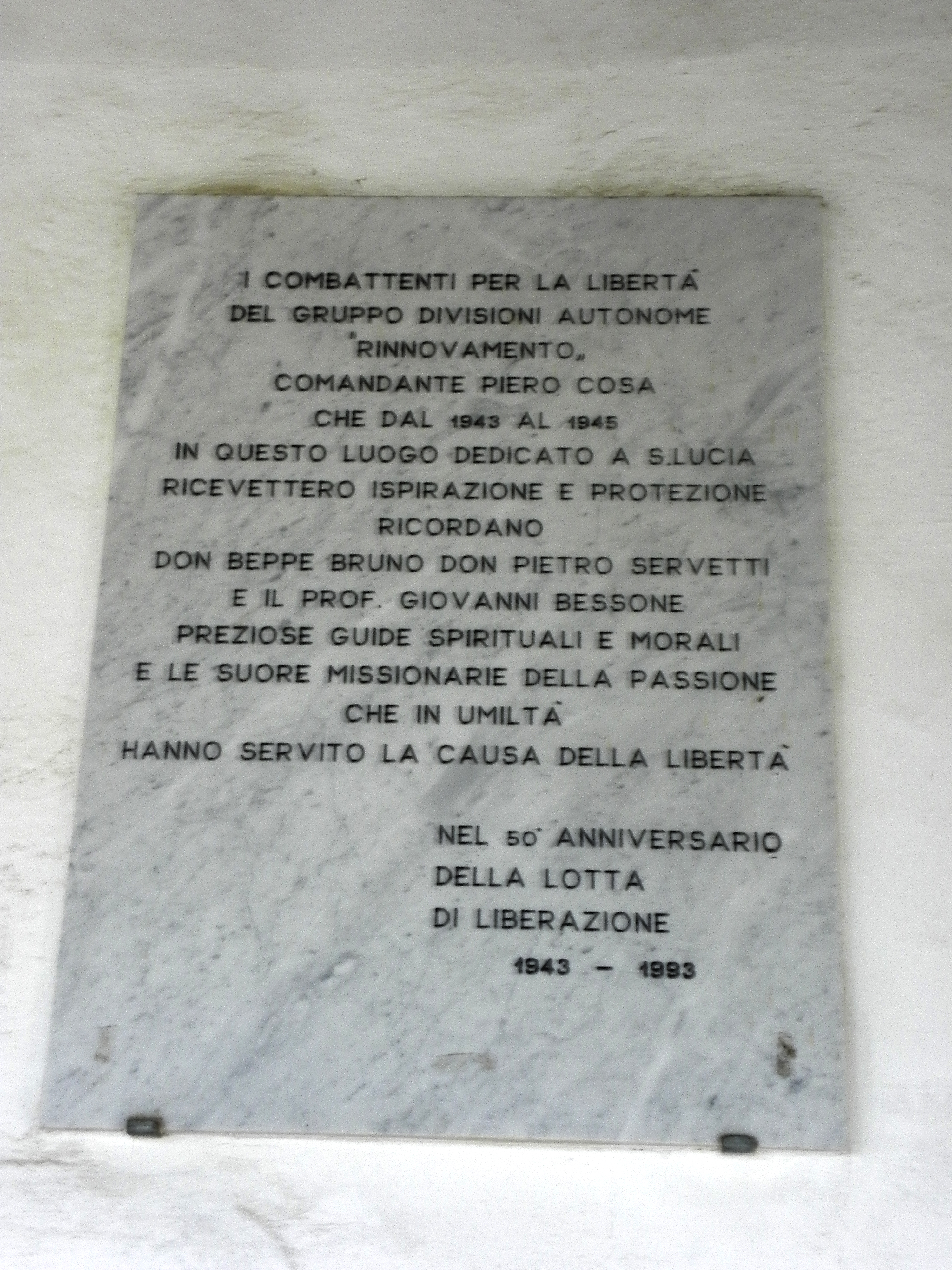
La lapide in ricordo della Resistenza

Durante il periodo della Resistenza (1943-1945), questo edificio acquisisce notevole importanza, vi ha sede una tipografia clandestina nella quale veniva stampato il notiziario Partigiano "Rinascita d'Italia" curato dal professor Bessone, vi trovarono rifugio don Giuseppe Bruno, soprannominato "il prete dei Partigiani", che sarà arrestato nel febbraio 1945 a Torino e condannato a morte ma riuscirà a salvarsi dall'esecuzione grazie all'aiuto del vescovo di Mondovì e dell'arcivescovo di Torino. Vi trovò anche rifugio il comandante partigiano Piero Cosa nascosto nel sottotetto del santuario e protetto dalle suore, fu luogo di rifugio di partigiani, ospitati in vani nascosti ben conosciuti da don Bruno che conosceva perfettamente il comprensorio per averlo utilizzato negli anni trenta per esercizi spirituali, importante anche la partecipazione di Don Pietro Servetti allora arciprete di Villanova Santa Caterina che mise a disposizione la struttura. Considerevole anche il supporto di madre Margherita e di suor Carla De Noni, a cui venne riconosciuto il ruolo di staffetta partigiana che faceva la spola con la vicina cittadina di Villanova per raccogliere cibo e medicinali. A ricordo di questo periodo vi è una lapide commemorativa posta di fronte all'ingresso della caverna.

## Il miracolo di suor Carla
Era il mese di Aprile del 1945 quando Suor Carla si trovava su di un convoglio per portare viveri ai Partigiani che nel frattempo erano stati costretti ad abbandonare il santuario di Santa Lucia ed avevano trovato rifugio nella vicina città di Mondovì. Il convoglio subì un mitragliamento aereo e Suor Carla venne colpita tre volte alla schiena al braccio ed un proiettile di grosso calibro le asporta il mento. Soccorsa e portata in ospedale, i medici sostengono che non vi sia più nulla da fare e la rilasciano affinché possa morire in casa propria. Le altre suore e Madre Margherita, pregarono chiedendo l'intercessione di Don Filippo Rinaldi con insistenza per oltre due mesi, e Suor Carla che non poteva né parlare né mangiare per la mancanza della mandibola inferiore, andata a riposare per un paio d'ore, si risvegliò e miracolosamente le si era riformato il mento, e poteva nuovamente parlare e mangiare. Questo evento straordinario venne riconosciuto dalla Chiesa e dalla Scienza come miracolo.

## La caverna speleologica

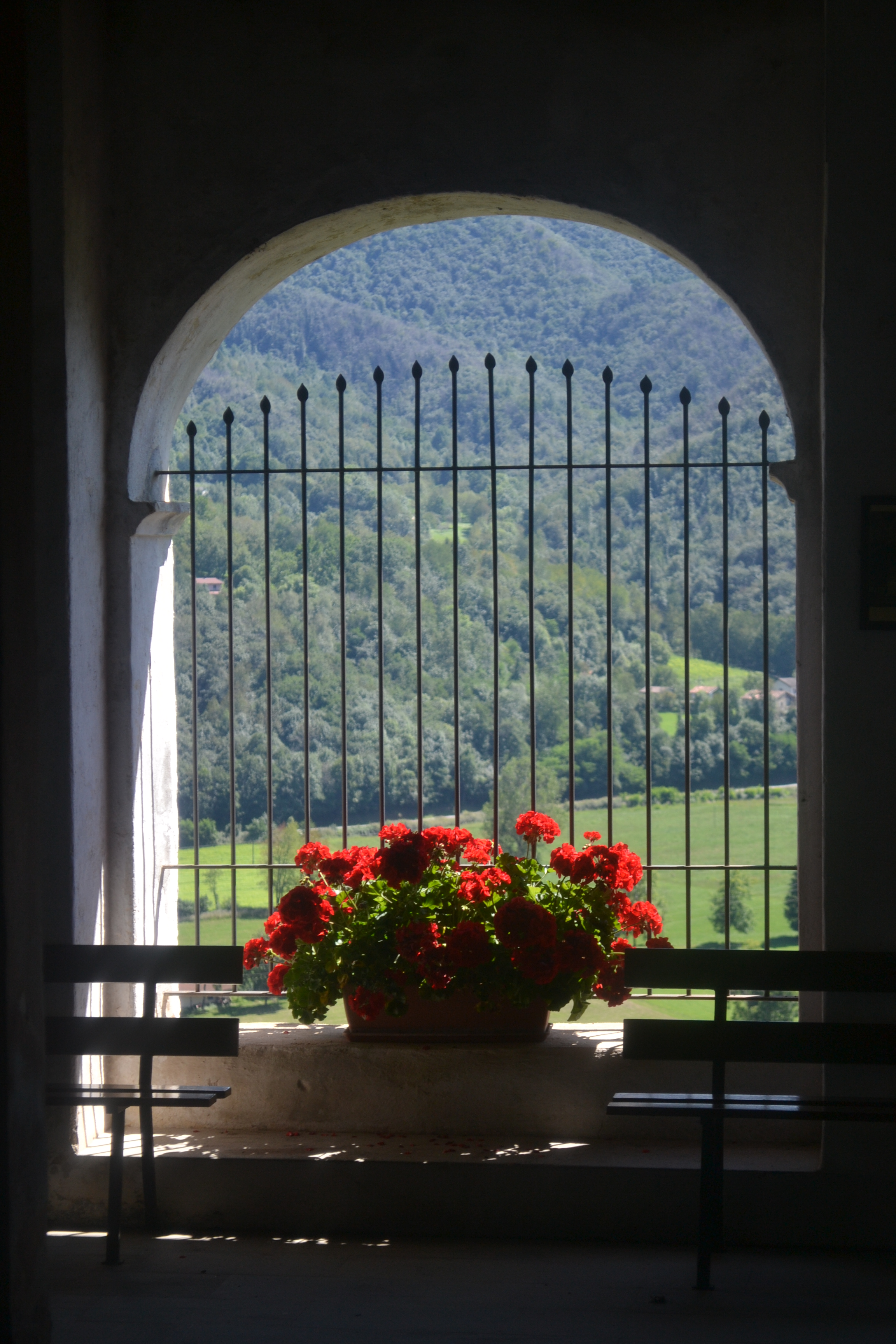
Santuario Santa Lucia di Villanova, particolare del porticato di accesso alla grotta.

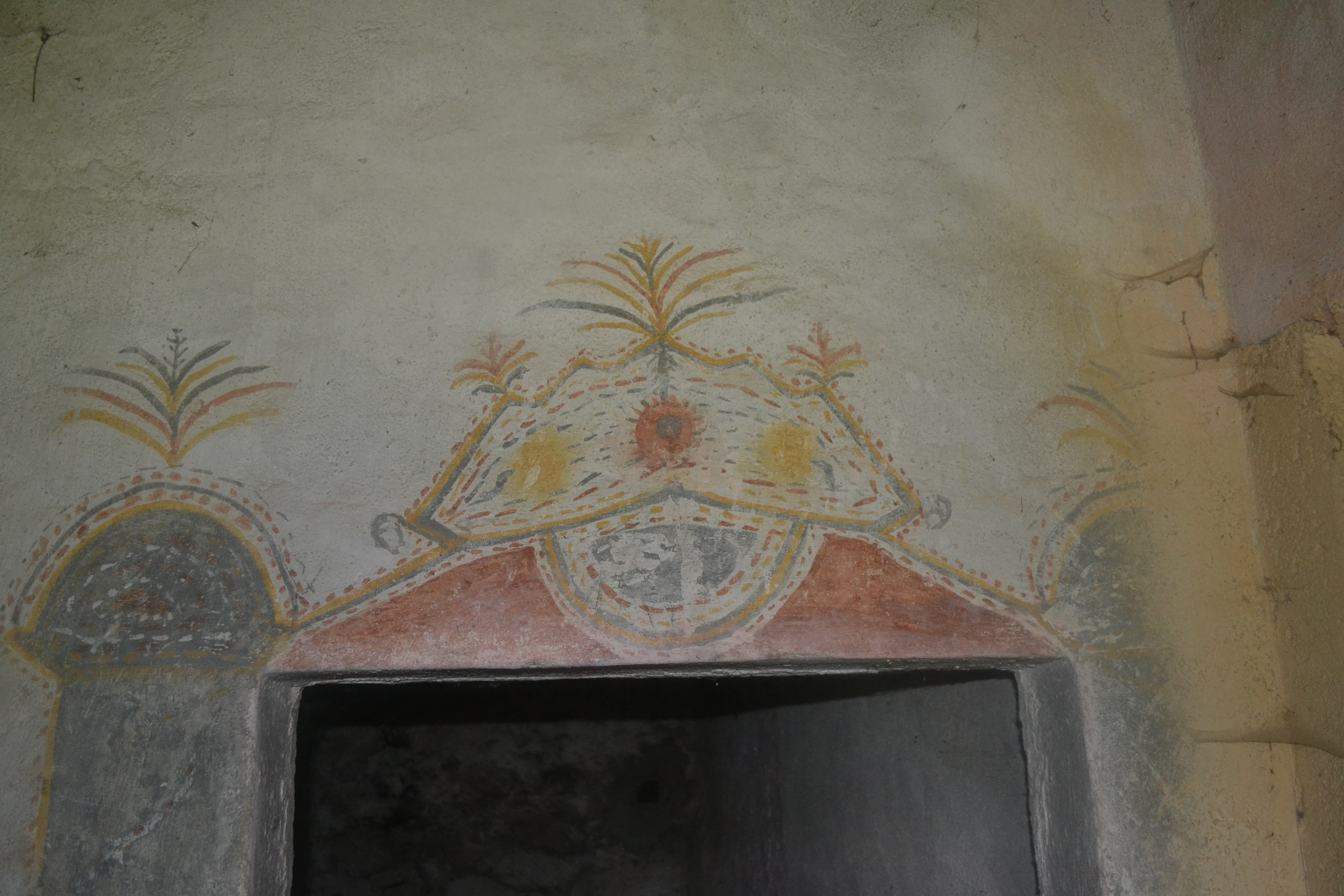
Affreschi seicenteschi all'ingresso delle primitive costruzioni.

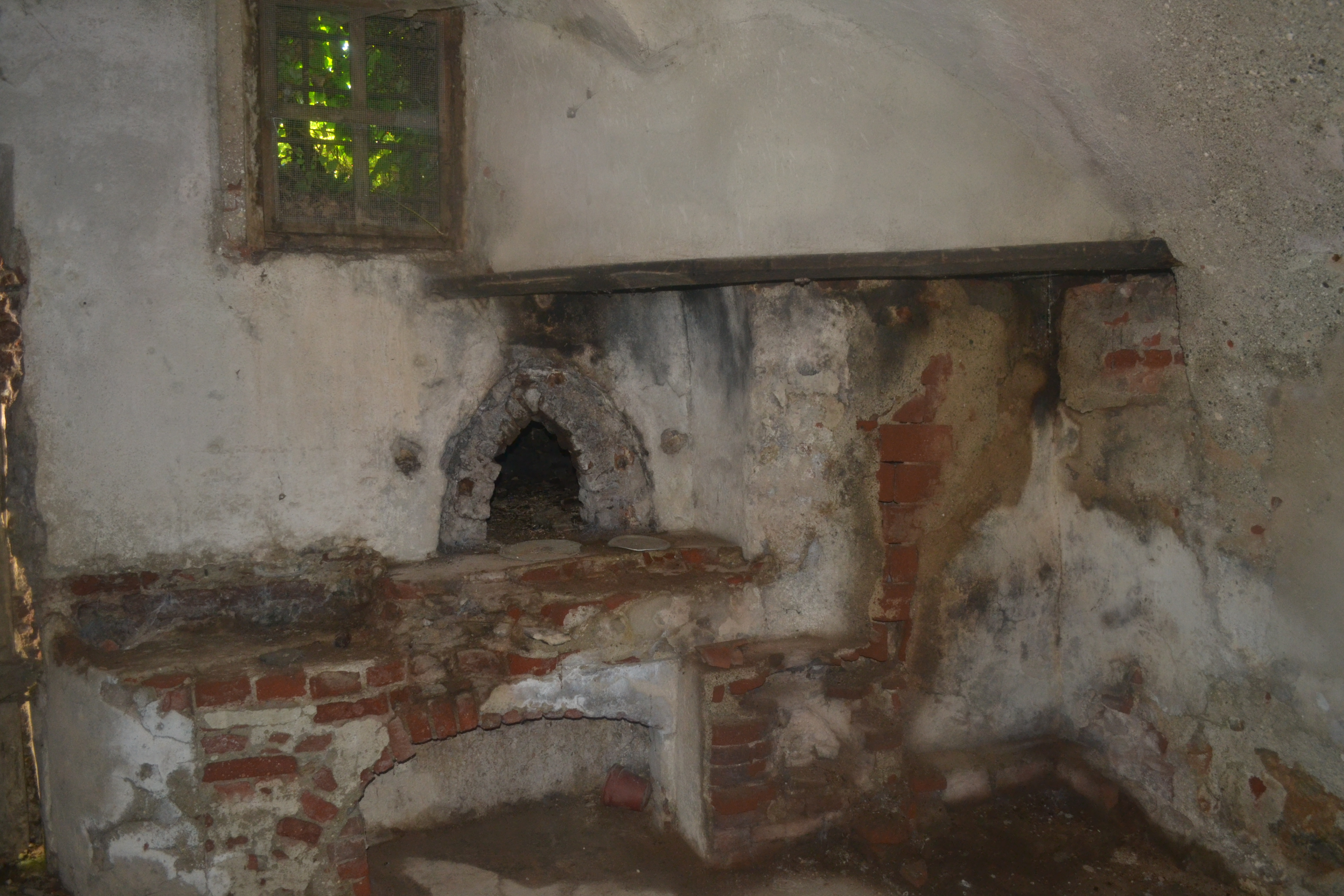
Il forno seicentesco dove i frati preparavano il pane.

Come già accennato sopra, il santuario viene creato adattando la grotta principale che in realtà è l'atrio di una serie di gallerie, passaggi ed antri o "sale" che entrano nelle profondità della montagna. Solo una piccola parte è visitabile su richiesta e vi si accede da una piccola porta ed una serie di scalini dal lato sinistro dell'altare di santa Lucia, per motivi di sicurezza sono percorribili solo poche decine di metri, nella galleria è visibile una statua della Madonna scolpita. Alla medesima altezza, poco sopra i 600 metri, ed a circa 2 km in linea d'aria, sull'altro versante del monte Calvario, vi sono le grotte dei Dossi, visitabili e scoperte in epoca più recente di quelle accessibili dal santuario. Da anni si è cercato di verificare, senza successo se le due grotte fossero comunicanti e vi fosse un accesso percorribile, tuttavia, soprattutto dal lato del santuario, i tentativi di esplorazione sono stati pochi e condotti abbastanza in maniera superficiale. Delle esplorazioni del Settecento vi sono dei racconti narrati dal celebre storiografo Pietro Nallino.
Una leggenda popolare ancora raccontata dagli anziani della vicina Villanova Mondovì, narra di un esperimento condotto in passato, per il quale vennero introdotte delle oche o delle anatre nella Grotta dei Dossi e vennero viste uscire dal lato del santuario. Tale racconto non ha però alcuna conferma e pare inverosimile da un punto di vista scientifico.

## Bibliografia

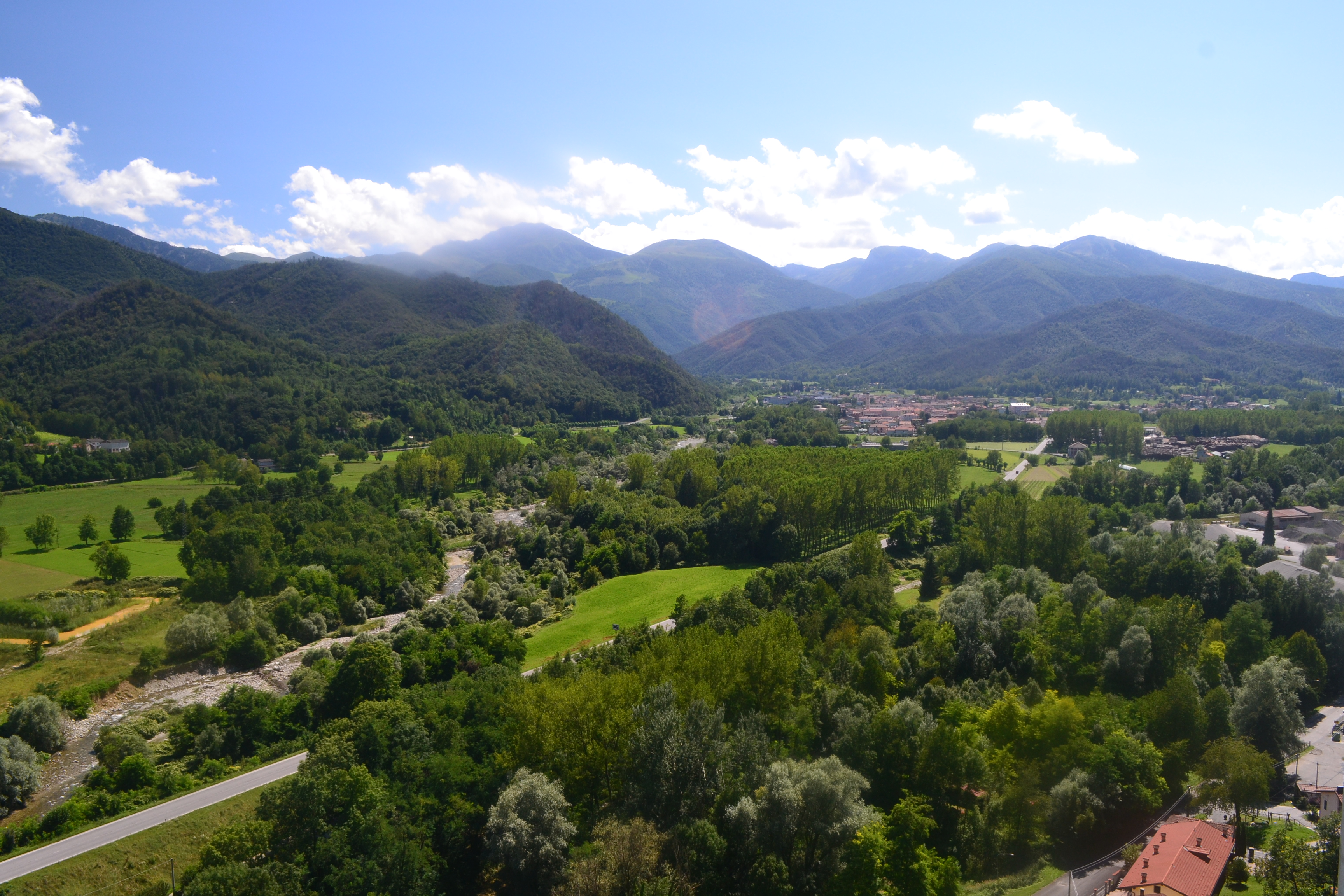
Panorama dalla loggia del Santuario, verso Roccaforte.